# Eirik Sverdrup Augdal
Eirik Sverdrup Augdal (* 20. Juli 1995) ist ein norwegischer Skilangläufer.

## Werdegang
Augdal, der für den Ringkollen Skiklubb startet, wurde im März 2012 in Oslo norwegischer Juniorenmeister über 10 km Freistil. Beim Europäischen Olympischen Winter-Jugendfestival 2013 in Predeal gewann er die Bronzemedaille in der Mixed-Staffel und die Silbermedaille im Sprint. Im folgenden Jahr holte er bei den Nordischen Junioren-Skiweltmeisterschaften im Val di Fiemme im Skiathlon und mit der Staffel jeweils die Goldmedaille. Bei den Nordischen Junioren-Skiweltmeisterschaften 2015 in Almaty wurde er Fünfter über 10 km Freistil und Vierter im Skiathlon. Zu Beginn der Saison 2015/16 startete er in Vuokatti erstmals im Scandinavian-Cup und belegte dabei den 40. Platz im Sprint, den 22. Rang über 15 km klassisch und den fünften Platz über 15 km Freistil. Sein Debüt im Skilanglauf-Weltcup hatte er im Februar 2016 in Oslo, das er auf dem 44. Platz im Massenstartrennen über 50 km beendete. Bei den U23-Weltmeisterschaften 2016 in Râșnov errang er den zehnten Platz über 15 km Freistil und den sechsten Platz über 15 km klassisch. Im Januar 2018 holte er in Piteå über 15 km Freistil seinen ersten Sieg im Scandinavian-Cup und in Seefeld in Tirol mit dem 20. Platz im 15-km-Massenstartrennen seine ersten Weltcuppunkte. Zum Saisonende wurde er bei der Scandinavian-Cup Minitour in Trondheim Zweiter und errang den zweiten Platz in der Gesamtwertung.
Seit der Saison 2022/23 nimmt Augdal vorwiegend an den Ski Classics teil. Dabei wurde er im März 2023 Zweiter beim Reistadløpet und erreichte in der Saison 2023/24 mit zwei dritten Plätzen den siebten Platz in der Gesamtwertung. In der Saison 2024/25 kam er jeweils einmal auf den zweiten sowie dritten Platz und holte beim Marcialonga Bodø sowie beim Reistadløpet seine ersten Siege in dieser Rennserie. Er belegte damit den sechsten Platz in der Gesamtwertung.

## Erfolge

### Siege bei Continental-Cup-Rennen
| Nr. | Datum             | Ort       | Disziplin                   | Serie            |
| --- | ----------------- | --------- | --------------------------- | ---------------- |
| 1.  | 6. Januar 2018    | Piteå     | 15 km Freistil              | Scandinavian Cup |
| 2.  | 25. Februar 2018  | Trondheim | 15 km Freistil Verfolgung 1 | Scandinavian Cup |
| 3.  | 14. Dezember 2019 | Vuokatti  | 30 km klassisch Massenstart | Scandinavian Cup |

### Siege bei Ski-Classics-Rennen
| Nr. | Datum         | Ort       | Rennen           | Disziplin                   |
| --- | ------------- | --------- | ---------------- | --------------------------- |
| 1.  | 22. März 2025 | Bodø      | Marcialonga Bodø | 50 km klassisch Massenstart |
| 2.  | 29. März 2025 | Bardufoss | Reistadløpet     | 46 km klassisch Massenstart |